# Los Lobos, Durango
Los Lobos är en ort i Mexiko.   Den ligger i kommunen Pánuco de Coronado och delstaten Durango, i den centrala delen av landet, 800 km nordväst om huvudstaden Mexico City. Los Lobos ligger 1 997 meter över havet och antalet invånare är 136.
Terrängen runt Los Lobos är platt österut, men västerut är den kuperad. Runt Los Lobos är det glesbefolkat, med 9 invånare per kvadratkilometer. Närmaste större samhälle är Pánuco de Coronado, 13,2 km öster om Los Lobos. Omgivningarna runt Los Lobos är i huvudsak ett öppet busklandskap.